# مقذوفات الطاقة النبضية
قذيفة الطاقة النبضية (باختصار: PEP) هي مشروع لتطوير سلاح طاقة غير فتاك لإرباك المهاجمين أو شلّهم مؤقتًا أو إخافتهم. 
تُطْلَق نبضة على الهدف عن طريق شعاع يولدّ بلازما عندما يصطدم بالهدف ، وبالتالي يتسبب في احداث انفجار في الهواء ، مع التأثير المطلوب على الهدف الذي يَتَحَقَّق من خلال الانفجار وموجة الضغط . يقال أنه يسبب الألم والشلل المؤقت. 
قُدِّمَت PEP في عام 2006. من المخطط تركيب السلاح (إذا لزم الأمر) بدلاً من المدافع الرشاشة التقليدية على المركبات على الطرق الوعرة أو على الطائرات أو في طائرات الهليكوبتر لتفريق المتظاهرين العنيفين أو القناصة أو جنود العدو. الوزن ما يقرب من 230 كجم. الغرض منه هو استخدامه بالإضافة إلى نظام الرفض النشط . 

## روابط انترنت
- TheRegister.co.uk - ينتقد العلماء سلاح البلازما الأمريكي )

## التفاصيل
1. 1 2 3  نسخة محفوظة [Date missing], at www.globalsecurity.org